# DARKER THAN BLACK -유성의 쌍둥이-
《DARKER THAN BLACK -유성의 쌍둥이-》(일본어: DARKER THAN BLACK -流星の双子-)는 일본의 방송국 MBS·TBS·CBC에서 2009년 10월 8일부터 12월 24일까지 방송된, 본즈가 제작한 일본의 애니메이션 작품이다. 2007년에 방송된 《DARKER THAN BLACK -흑의 계약자-》의 속편이다.

## 개요
이 작품은 전작 《DARKER THAN BLACK -흑의 계약자-》로부터 2년 후의 세계이며, 전작의 일본의 도쿄는 아니고, 겨울의 러시아 블라디보스토크로 무대를 옮겨 이야기가 시작된다. 본작에서 등장하는 ‘스오우 파블리첸코’가 새로운 주인공으로, 전작의 주인공인 ‘헤이’와 그녀, 두 명의 시점에서 스토리가 전개된다. 다음 회 예고의 나레이션은 전작에 이어 ‘인’ 역을 연기한 후쿠엔 미사토가 담당한다.
전작은 TBS 계열 방송사 10국에서 방송했지만, 본작은 MBS·TBS·CBC에서만 방송한다. 이에 앞서 MBS만의 로컬 방송으로서 동년 10월 3일의 〈아니메 샤워〉 제1부 범위로, 첫회 방송에서는 미방영했던 1기 26화(1 시즌의 DVD,BD 9권에 수록)를 특별편으로서 방송했다.
또, 2009년부터 2011년까지 〈영 강강〉에서 전작과 본작의 사이를 그린 《DARKER THAN BLACK -칠흑의 꽃-》을 연재하였다.
그리고 전작 《흑의 계약자》와 《유성의 쌍둥이》 사이의 공백 2년을 연결하는 외전 에피소드가 전 4화의 완전 신작 OVA로서 《유성의 쌍둥이》 Blu-ray&DVD의 짝수권에 1화씩 수록되었다.

## 줄거리
갑자기 도쿄에 출현한 수수께끼의 불가침 영역 ‘헬즈 게이트’. 그것과 함께 온 세상에서 발견된, ‘계약자’라고 불리는 특수 능력자들. 또 ‘계약자’를 이용해 게이트의 비밀을 얻으려고 하는 각국의 첩보 기관이 도쿄에 보낸 에이전트. 그리고 그 싸움의 끝에 일어난 미지의 재앙 ‘도쿄 익스플로전’. 그리고 2년 후, 겨울의 러시아를 무대로 새로운 이야기가 시작된다.

## 등장 인물

### 주요 인물
헤이(黒<ヘイ>)
성우 - 키우치 히데노부/이주창
이전 행적에 대해서는 《흑의 계약자》를 참조.
주인공이며 계약자. 메시아 코드는 BK-201, 사용 능력은 전기를 자유자재로 다루는 것.
전작에 비해 수염이나 머리를 깎지 않고 많이 초췌해져 2년의 세월이 느껴지는 모습이다. 전작에서 볼 수 있었던 놀라운 식욕은 음주습관으로 바뀌었고 그밖에 정신적으로 변한 것을 볼 수 있다.
전작으로부터 2년 뒤 러시아의 블라디보스토크에서 CIA 소속으로 등장한다. 거기에서 시온과 유성핵을 찾는 중 시온으로 착각하여 스오우와 만난다. 검은 코트를 걸치고 강력한 전투 능력을 보였으나 삼호 기관이 설치한 대 계약자 병기에 걸려 계약자의 능력을 잃는다. 그와 함께, 그의 별인 BK-201이 사라진다.(별이 떨어지는 것과는 다름) 블라디보스토크에서의 전투 후 시온을 찾아 스오우, 줄라이와 함께 일본 홋카이도로 이동, 계약자가 된 스오우의 에이전트 역할로서 전투훈련을 지도한다. 최종화에서, 게이트내에서 계약자의 능력을 되찾았다
전작에서는 중국인으로 '리 센슌'이라는 가명을 사용했으나 홋카이도로 이동해서 한때 한국인 '이현식'이라는 가명을 사용한다.
스오우 파블리첸코(蘇芳・パヴリチェンコ)
성우 - 하나자와 카나/박선영
본작에서 처음 등장, 실질적인 히로인, 13세
러시아인 아버지와 일본인 어머니 사이에서 태어난 혼혈이며 시온 파블리첸코의 쌍둥이 누나. 활발한 성격으로 운동신경이 뛰어나며 취미는 사진촬영이다. FSB의 추적을 피해 달아나던 중 시온에게 '부적'인 펜던트를 받아 맡게된다. FSB로부터는 탈출했지만 시온으로 오해받아 헤이와 만난다. 이후 오해는 풀렸지만 헤이를 추적하는 삼호 기관이 헤이를 잡기 위해 설치한 함정에 반응한 펜던트의 영향으로 인해 계약자가 되었으며, 도주 중 니카가 타냐에게 살해당하는 걸 보면서 각성해 완전한 계약자가 된다. 이후 각국 기관에게 시온으로 오해받아 추적당하면서 헤이, 줄라이와 함께 홋카이도로 건너가게 된다. 홋카이도에서 헤이에게 전투 기술을 배우지만 헤이를 계속 증오하고 있었다. 그러나 최근에는 헤이가 술 마시는 것을 나무라거나 쇼핑에 같이 가는 등, 사이가 조금씩 개선되고 있는 것 같다. 헤이가 이름을 불러준 것을 곰곰이 생각하는 씬도 볼 수 있다.
계약자가 된 후의 메시아 코드는 알려지지 않았으며 능력도 부정확하나 펜던트를 매개체로 하여 대전차 저격총인 PTRD1941을 소환하여 잘 다루는 능력을 보인다. 본래 사냥 등의 스포츠 활동 경력으로 사격 능력은 뛰어나며 소환 시 약실에 1발, 주머니에 5발이 생성되나 총기는 손질해서 사용해야 한다. 계약 대가는 '종이접기'. 계약자이면서도 인간으로서의 감정은 아직 남아있는 것으로 보인다.
사실은 본래의 스오우는 8년 전(당시 5세)의“조직”에 의한 폭파 공작으로 사망하고, 현재의 그녀는 2년 전에 시온이 자기 자신을 복제해(시온의 능력 특성상, 일부가 변하여 '여성인 시온'이 됨) 태어난 존재. 기억의 일부는 시온이 상상한 것을 아버지 미하엘이 ME로 이식했다. 다만 기억 정착은 불완전해서, 유성핵을 보조로 이용하고 있었다.
도쿄에서 재회한 어머니, 아사코에게서 자신이 이미 죽었다는 것을 듣고 자신의 정체를 눈치챈다. 그리고 이케부쿠로에 있는 시온을 찾아간다.
페챠(ペーチャ)
스오우가 기르는 날다람쥐. 달리기보다 날아다니는 것이 능숙하다. 도망치는 스오우를 따라왔다.
지금은 마오가 빙의되어 있다.
마오(猫<マオ>)
성우 - 사와키 이쿠아/장광
이전 행적에 대해서는 《흑의 계약자》를 참조.
전작에서는 검은 고양이에 빙의해 헤이의 동료로서 조직에 소속되어 활동했으나 현재는 스오우가 데리고 다니는 다람쥐 "페챠"에게 빙의했다.
줄라이(ジュライ)
성우 - 아사이 키요미/한채언
MI-6 소속의 돌. 지난 행적에 대해서는 《흑의 계약자》 참조.
유리와 금속을 매개로 관측령을 조종한다. MI-6 동료인 에이프릴이 죽은 후 어거스트 7과 함께 행동하다가, 어거스트 7이 헤이에게 패배한 후, 스오우가 계약자로서 각성했을 때 반응한다. 이후 헤이 일행과 행동을 같이하며 헤이나 스오우의 행동을 지원한다.
스오우를 만나고 어떤 사건 후에 감정 표현을 하게 된다.

### 삼호 기관(三号機関)
시즈메 겐마(鎮目弦馬)
성우 - 미야케 켄타/안장혁
삼호 기관 소속의 계약자. 능력은 "물질을 경화시켜 몸에 감는다"로 어느 물질이든 몸에 감아 장갑판으로 삼아 총알을 막아내기도 하며 강력한 공격력을 보여준다. 대상은 콘크리트나 철판같은 어느 대상이든 가능. 대가는 "뜸 뜨기". 약간의 쇼타 취향이 있으며 음담패설을 즐겨 하는 편이다. 아직 스오우를 시온으로 착각하고 있는 모양이다.
하즈키 미나(葉月水無)
성우 - 사이가 미츠키/전승화
삼호 기관 소속의 계약자. 스트레이트 머리를 한 여성으로 남성으로 오해받곤 한다. 능력은 "물질을 칼날로 변화시킨다"로 항상 들고다니는 목도에 능력을 붙여 검으로 사용하며 나뭇조각등을 표창으로 사용한다. 전투시에는 마스크를 착용하며 체술은 헤이 수준으로 뛰어난 편. 대가는 "남자와 키스를 하는 것"으로 대가를 지불한 뒤 항상 입가심으로 요코에게 키스를 하는등 레즈비언 성격이 있으며 미사키에게 관심이 있는 모양이다.
사와사키 요코(沢崎耀子)
성우 - 요시즈미 코즈에/류점희
삼호 기관 소속. 계약자는 아니다. 안경을 쓴 순진한 아가씨 타입. 겐마와 미나의 어시스트 역할을 하고 있다.
헤이에게 잡혀 자백제를 투여받고 자백. 그리고 헤이는 떠나지만 미나가 왔을 땐 처참하게 살해당한 뒤여서 헤이가 살해한 것으로 오해하고 분노를 품게 된다.
키리하라 미사키(霧原未咲)
성우 - 미즈키 나나/김선혜
지난 행적에 대해서는 《흑의 계약자》참조.
전작의 도쿄 익스플로젼 이후 공안과에서 지방 경찰서로 좌천되었음에도 BK-201을 추적하고 있었다. BK-201의 별이 사라진 이후에도 추적을 계속하던 중 삼호 기관에 스카웃 된다.
미치루(ミチル)
성우 - 하야시 마리카/김현심
삼호 기관 홋카이도 지역 소속의 계약자. 노리오의 어머니이며 레바논의 전처. 능력은 "물을 자유자재로 조종", 대가는 "케이크 만들기". 홋카이도에서 헤이 일행을 추적한다. 헤이의 복귀를 기다리는 스오우와 만나 전투 중 이자나미(즉 인에게)살해당한다.(인의 관측령이 나오는것을 보아 이자나미에게 자살당하게 된다)

### CIA
존 스미스(ジョン・スミス)

### MI-6
에이프릴(エイプリル)
성우 - 혼다 타카코/김효선
계약자, MI-6소속의 에이전트. 지난 행적에 대해서는 《흑의 계약자》 참조.
파블리첸코 연구소에 "베라"라는 가명으로 잠입해 유사시 파블리첸코 일행을 탈출시키는 임무를 맡았으나 실패, 헤이에게 살해당한다.
어거스트 7(オーガスト7)
성우 - 마츠카제 마사야/김영선
계약자, MI-6 소속의 에이전트. 스스로를 매지션(마술사)라고 칭하고 있다.
능력은 자신 주변의 공간을 비틀기. 이에 따라 날아오는 총알을 비껴가거나 되받아 칠 수 있으며 품속에서 무기를 소환해 싸울 수 있다. 대가는 마술의 비밀을 말하는 것으로 자신은 "마술사로서 고문이다"라고 말한다.
헤이와의 전투 끝에 패해 목숨은 건졌으나 바로 삼호 기관의 겐마에게 살해당한다.
마지막 게이트내에서 줄라이앞에서 등장한걸로 보아 생존해있는듯 하다.

### FSB
고란(ゴラン)
성우 - 마도노 미츠아키/김정은
FSB 소속의 계약자. 능력은 "초음속 이동"이며 대가는 "햄버거를 먹는 것". 1화에서 고속으로 이동 중 에이프릴이 뿌린 비에 온몸을 관통당해 살해당한다.
레프닌(レプニーン)
성우 - 오모로 마사유키/오인성
계급 소좌(소령) FSB 소속의 에이전트. FSB의 계약자를 육성하는 업무를 담당하며 계약자가 된 타냐를 스카웃 한다. 본래 계약자에 대해서는 신용하고 있지만 계약자의 존재 자체는 싫어하고 있다. 특히 자신의 조카를 살해한 같은 소속의 이리야에 대해 격렬한 증오를 보이고 있다. 도쿄로 가는 침대열차에서 헤이에게 스카웃 될 것을 협박하나 거부당하며 추격전 끝에 헤이에게 살해당한다.
타냐(ターニャ・アクロウ)
성우 - 이시카와 유이/김현심
계약자, 바퀴벌레를 자유자재로 다루며 계약대가는 머리카락을 뽑는 것. 본래는 스오우의 친구였으나 어느날 갑자기 계약자가 되었으며 이후 FSB에 스카웃 된다.
성격도 천진난만하고 순수했으나 계약자가 되면서 성격이 매우 냉혹하게 되어 사귀던 니카마저도 거부하고 그를 살해해버릴 정도로 변해버린다. 계약자가 된 스오우와 도쿄로 가는 열차안에서 재회해 추격끝에 시온의 능력으로 복제한 스오우의 PTRD 41으로 저격당한다.(스오우에게 저격당한 것이 아니다)

### 스오우의 가족
시온 파블리첸코(紫苑・パヴリチェンコ)
성우 - 쿠와시마 호우코/박희은
스오우의 쌍둥이 남동생. 13세. 타고난 계약자. 2년 전 유성 낙하에 의한 사고를 당해, 양 다리와 오른쪽 눈을 다쳤다.
메시에 코드는 불명. 계약 능력은 복제. 그러나 복제한 대상은 반드시 어딘가가 원본과 다르다.
연구소가 습격을 받았을 때, 〈대가는 모두 지불했다〉라며, 스스로의 다리로 FSB의 수사를 피해 스오에게서도 자취를 감춘다. 미카엘과 함께 일본으로 도피했을 때에는 휠체어를 사용하고 있었다. 타냐를 사살하지만, 그 현장에 남은 총은 왼손잡이 사양(즉 능력으로 복제한 것)이었다.
미하엘 파블리첸코(ミハエル・パヴリチェンコ)
성우 - 호리 카츠노스케]/김준
스오우와 시온의 아버지로 ME 연구의 일인자. 이전에는 수렵의 기술을 아이에게 가르치는 등 좋은 아버지였지만, 시온이 계약자가 된 후 가족과 거리가 생겼다.
FSB가 자택에 들이닥쳤을 때, 타살체로 발견된다. 사체는 러시아 당국의 DNA 감정으로 미하엘 본인이라고 단정되었지만, 그것은 시온의 능력으로 만든 복제본이며, 이후에 시온과 함께 도쿄로 도피한 것이 목격된다.
이전에는 “조직” 소속이었으나 그로 인해 스오우가 죽게 되었다.
이케부쿠로에서 스오우와 재회하지만, 삼호 기관의 계약자의 공격으로부터 그녀를 감싸고 사망한다. 사체에는 스오우의 종이접기가 남겨진다.
마키미야 아사코(牧宮麻子)
성우 - 타마가와 사키코/배정미
스오우와 시온의 어머니. 사진가로 도쿄 게이트 주변의 사진집을 내고 있다. 남편과 아이들과는 별거하여 도쿄에서 살고 있다. 스오우는 아사코를 찾아내 재회하여 기뻐하지만, 그녀는 스오우를 시온이라고 믿고 있었다. 찾아 온 미사키에게, 별거의 이유로서 과거의 폭파 사건으로 스오우를 잃게 된 이야기를 한다.
스오우와 재회했을 때의 모습에서, 아이들은 차별 없이 사랑하고 있던 것 같지만, 계약자였던 어린 시온을 무의식중에 걱정하고 있던 묘사가 있다.

## 주제가
여는 곡
달빛의 이정표(ツキアカリのミチシルベ)
노래 - 스테레오포니
닫는 곡
From Dusk Till Dawn
노래 - abingdon boys school

## Web 라디오
TV 애니메이션에 관하여 공식 사이트에서 Web 라디오 《DARKER THAN BLACK BACKSTAGE PASS》를 방영 중이다(부정기 갱신). 퍼스널리티는 헤이 역의 키우치 히데노부와 스오우 역의 하나자와 카나.